# Chamaecrista acosmifolia
Chamaecrista acosmifolia är en ärtväxtart som först beskrevs av George Bentham, och fick sitt nu gällande namn av Howard Samuel Irwin och Rupert Charles Barneby. Chamaecrista acosmifolia ingår i släktet Chamaecrista och familjen ärtväxter.

## Underarter
Arten delas in i följande underarter:
- C. a. acosmifolia
- C. a. euryloba
- C. a. oropedii